# 于尔约·韦伊塞莱
于尔约·韦伊塞莱（芬蘭語：Yrjö Väisälä，[ˈyrjø ˈʋæisælæ] ⓘ，1891年9月6日—1971年7月21日），是一位芬蘭天文學家和物理學家。
維薩拉畢業於赫爾辛基大學天文學系，指導教授是安德斯·唐納。維薩拉的主要貢獻是光學方面，但他在大地測量學、天文學和光學氣象學也有相當貢獻。他因此獲得綽號「圖爾拉（天文台/光學實驗室）的魔術師」。另有一本同名的芬蘭書籍就是描述他的光學成就。
他的兩位兄弟分別是數學家卡勒·韦伊塞莱和氣象學家维尔霍·韦伊塞莱。
維薩拉也是相當狂熱的世界語支持者。並曾在1968年擔任國際世界語科學家協會（世界語：Internacia Scienca Asocio Esperantista）會長。

## 光學設計
維薩拉發展了數種方式以量測光學元件的品質，以及許多製造光學元件的實用方法。
維薩拉以他的方法製造了一些最早期的高品質施密特攝星儀，尤其是像場平坦的施密特－維薩拉攝星儀。
雖然維薩拉的設計和伯恩哈德·施密特相近，他並沒有公布自己的設計，而他在1924年的一次演講中稱該設計是「困難的球面焦平面」。
當維薩拉看到施密特的發表內容，他緊跟在後提出了於底片座的前端放入雙凸透鏡以解決像場平坦問題的設計（1930年代的天文攝影「底片」是使用玻璃板）。最後的成果就是施密特-維薩拉攝星儀，或稱為維薩拉攝星儀（這個解決方式並不完善，因為仍有色差問題）。
維薩拉曾設計一個由包含固定在堅固的鋼架上拼合的七個反射面鏡的小型系統進行測試，但這個系統在當時並不可能以「穩定且可被忽略的」結構實現。之後下一次的類似嘗試是建造多镜面望远镜的時代了。

## 大地測量學
1920到1930年代的芬蘭正進行該國首次高精確度的三角鍊量測，並建立了長距離的端點。維薩拉在量測中使用在高度5到10公里的氣球上的閃光燈或搭載煙火的火箭作為光源。當時的構想是量測相對於背景恆星的閃光精確位置，並且精確得知一個照相機的位置以得知其他照相機位置。這需要更好的廣角鏡頭，並且該法已經不再使用。
之後維薩拉發展出使用白光干涉以確認使用在三角鍊測量中的基線，並且乘上參考光學長度的方式。1950到1960年代芬蘭第二次的高精確度三角測量中有數條基線就以此方式取得。
後來GPS系統的發展使這些方式都已經過時。一個維薩拉干涉基線至今仍被芬蘭大地測量研究所維護，做為其他長度測量儀器校正用。
維薩拉還開發了優秀的工具來量測地球自轉軸的位置。藉著建立天頂望遠鏡設備，1960年代的 Tuorla天文台在北極點位置追蹤量測居世界領先地位。1980年代無線電天文學藉著量測「非移動背景」的類星體則取代了追蹤地球自轉軸。
維薩拉也使用了他設置的天頂望遠鏡進行了第一次以汞製作的液態鏡面試驗。而這種鏡面需要的極為穩定轉速直到1990年代晚期才達成。

## 天文學
維薩拉在圖爾庫大學製造了一個大型的施密特－維薩拉攝星儀用來搜尋小行星和彗星。他的研究團隊總共發現7顆彗星和807顆小行星。
對於這些龐大的影像調查工作，維薩拉開發了一個在同一個區域相隔2到3小時各曝光一次的方式，並且讓兩張影像略為抵銷。任兩個點只要相對於背景有不同，就會在該區域繼續攝影。這個曾用來尋找冥王星的「閃視比較法」使底片消耗量減半，並且可立即顯示兩個影像的差異。
維薩拉還以發現兩顆週期彗星維薩拉1號彗星（40P/Väisälä）和維薩拉-奧特瑪彗星（139P/Väisälä-Oterma）而聞名。後者是和芬蘭首位獲得天文學博士的女性天文學家利斯·奧特瑪共同發現，起初被賦予小型星臨時編號 1939 TN。

### 發現小行星
維薩拉總共發現了128顆小行星。他使用知道生日的朋友命名這些小行星，其中一位朋友是馬蒂·帕洛馬（Matti Palomaa）教授的名字被用在小行星1548的命名。因此目前沒有小行星能以美國加州的帕洛马山天文台（Palomar Observatory）来命名，因为小行星命名规则规定各个名字中必须要多于一个字母的区别（Palomaa和Palomar只有一个不同的字母）。
| 小行星發現數量: 128 | 小行星發現數量: 128 | 小行星發現數量: 128 | 小行星發現數量: 128 | 小行星發現數量: 128 |
| ------------------- | ------------------- | ------------------- | ------------------- | ------------------- |
| 小行星1391          | 小行星1398          | 小行星1405          | 小行星1406          | 小行星1407          |
| 小行星1421          | 小行星1424          | 小行星1446          | 小行星1447          | 小行星1448          |
| 小行星1449          | 小行星1450          | 小行星1451          | 小行星1453          | 小行星1454          |
| 小行星1460          | 小行星1462          | 小行星1463          | 小行星1471          | 小行星1472          |
| 小行星1473          | 小行星1477          | 小行星1478          | 小行星1479          | 小行星1480          |
| 小行星1483          | 小行星1488          | 小行星1492          | 小行星1494          | 小行星1495          |
| 小行星1496          | 小行星1497          | 小行星1498          | 小行星1499          | 小行星1500          |
| 小行星1503          | 小行星1518          | 小行星1519          | 小行星1520          | 小行星1521          |
| 小行星1523          | 小行星1524          | 小行星1525          | 小行星1526          | 小行星1527          |
| 小行星1529          | 小行星1530          | 小行星1532          | 小行星1533          | 小行星1534          |
| 小行星1535          | 小行星1536          | 小行星1541          | 小行星1542          | 小行星1548          |
| 小行星1549          | 小行星1551          | 小行星1552          | 小行星1567          | 小行星1631          |
| 小行星1646          | 小行星1656          | 小行星1659          | 小行星1677          | 小行星1678          |
| 小行星1696          | 小行星1699          | 小行星1723          | 小行星1740          | 小行星1757          |
| 小行星1883          | 小行星1928          | 小行星1929          | 小行星1947          | 小行星2020          |
| 小行星2067          | 小行星2091          | 小行星2096          | 小行星2194          | 小行星2204          |
| 小行星2243          | 小行星2258          | 小行星2292          | 小行星2299          | 小行星2333          |
| 小行星2379          | 小行星2397          | 小行星2454          | 小行星2464          | 小行星2479          |
| 小行星2486          | 小行星2502          | 小行星2512          | 小行星2535          | 小行星2638          |
| 小行星2639          | 小行星2678          | 小行星2679          | 小行星2690          | 小行星2715          |
| 小行星2716          | 小行星2733          | 小行星2737          | 小行星2750          | 小行星2802          |
| 小行星2820          | 小行星2826          | 小行星2885          | 小行星2898          | 小行星2962          |
| 小行星2972          | 小行星3037          | 小行星3099          | 小行星3166          | 小行星3212          |
| 小行星3223          | 小行星3272          | 小行星3281          | 小行星3522          | 小行星3606          |
| 小行星3897          | 小行星4181          | 小行星4266          | 小行星4512          | 小行星5073          |
| 小行星5153          | 小行星6073          | 小行星6572          |                     |                     |

## 代表性著作
- Die Anwendung der Lichtinterferenz zu Längenmessungen auf grösseren Distanzen, Akad. Buchhandlung, Helsinki 1923
- Anwendung der Lichtinterferenz bei Basismessungen, Valtineuv. Kirjap, Helsinki 1930
- Bemerkungen zur Methode der Basismessung mit Hilfe der Lichtinterferenz, Akad. Buchhandlung, Helsinki 1955
- mit Liisi Oterma: Anwendung der astronomischen Triangulationsmethode, Suomen geodeettisen Laitos, Helsinki 1960

## 命名事物
- 月球上的维萨拉陨石坑
- 小行星1573和小行星2804
- 圖爾庫大學天文系全稱「維薩拉太空物理與天文研究所」（VISPA: Väisälä Institute for Space Physics and Astronomy）[3]表示對他的尊敬。

## 延伸閱讀
- Oman tien kulkijat, veljekset Vilho, Yrjö ja Kalle Väisälä (Sekvante propran vojon, fratoj Vilho, Yrjö kaj Kalle Väisälä), Olli Lehto; eld. Otava, 2005, ISBN 9789511196310
  - Recenzo: Leginda verko pri fratoj VÄISÄLÄ （页面存档备份，存于）, Jorma Ahomäki
- Yrjö Väisälä - Tuorlan taikuri (la sorcxisto de Tuorla), eld. Aimo Niemi, esearo pri la vivo de Yrjö, personaj memorajxoj de homoj kiuj konis lin, precipe en la finna, parte en la sveda. ISBN 9789519611730

## 外部連結
- Yrjo Vaisala Biography （页面存档备份，存于）
- Academician Yrjö Väisälä died on 21st July, 1971. He was born on 6th September, 1891, in Finland